# دورة الإطالة – التقصير
دورة الإطالة – التقصير هي حالة انبساط عضلي (انقباض لاتمركزي)  يتبعها انقباض فوري (انقباض تمركزي) لتلك العضلة نفسها. 

## دراسات بحثية
لقد كانت قدرة الانقباضات العضلية، التي تحدث خلال دورة الإطالة – التقصير، على تمنية القدرة العضلية محور اهتمام العديد من الدراسات لمعرفة طبيعة هذا التحسن. في الوقت الحاضر، هناك بعض الجدل حول مكان وكيفية حدوث هذا التحسن في القدرة العضلية. البعض افترض ان التركيبات المرنة المتسلسلة مع المكون المنقبض في العضلة يمكنها ان تخزن الطاقة مثلما يخزن النابض الطاقة بعد ان يتم شده بقوة. نظراً لان طول الوتر يزداد بسبب الانبساط الذي يحدث في مرحلة الإطالة، وإذا كانت الاجزاء المرنه المتسلسلة تعمل كنابض، بالتالي المزيد من الطاقة الكامنة سوف يتم تخزينها. هذا الطاقة الكامنة سوف يتم اطلاقها عند تقصير الوتر. وبالتالي، فإن ارتداد الوتر خلال مرحلة التقصير سيؤدي إلى حركة أكثر كفاءة من حركة لم يتم تخزين أي طاقة قبلها.
وجدت دراسات أخرى أن إزالة أجزاء من هذه المكونات المرنة-المتسلسلة (عن طريق تقليل طول الوتر) كان لها تأثير ضئيل على الاداء العضلي.
ومع ذلك، أظهرت الدراسات التي أجريت على الديك الرومي انه خلال دورة الإطالة – التقصير لا يزال هناك تحسن في الأداء العضلي مرتبط بالطاقة المرنة المخزنة، ولكن يُعتقد أن السُفُق (الوتر العريض) يمكن أن يكون مصدرًا رئيسيًا (Roleveld et al., 1994) للطاقة المخزنة.
وفي دراسة أخرى، قد ارتبط المكون المنقبض نفسه أيضًا بالقدرة على زيادة الأداء  (Cavagna, 1977) الانقباضي من خلال تقوية العضلات. بينما وجدت دراسات أخرى أن هذه القدرة محدودة وغير قادرة على ان تكون مسؤولة عن هذه التحسينات في الاداء العضلي.
(Lensel and Goubel, 1987, Lensel-Corbeil and Goubel, 1990; Ettema and Huijing, 1989).

## اتفاق المجتمع
لقد ارتبطت نتائج هذه الدراسات المتناقضة في كثير من الأحيان بتحسين كفائة الحركات البشرية أو الحيوانية مثل قفزات الحركة المضادة والجري.
(Asmussen and Bonde-Peterson, 1974b; Cavagna, 1977; Komi, 1984b).
ومع ذلك، لم يتم تحديد سبب وكيفية حدوث هذا التحسين في الاداء العضلي. وتعد دورة الإطالة - التقصير أحد الآليات الأساسية في تمرينات البوليمترك.